# Carex parviflora
Carex parviflora là một loài thực vật có hoa trong họ Cói. Loài này được Host mô tả khoa học đầu tiên năm 1801.